# Castilleja kerryana
Castilleja kerryana (лат.) — многолетнее травянистое растение рода Кастиллея (Castilleja) семейства Заразиховые (Orobanchaceae). Вид был описан в 2013 году и известен только по небольшой популяции в штате Монтана, на северо-западе США. Образец был сначала идентифицирован как Castilleja crista-galli, и он также похож на Castilleja  fraterna и Castilleja  pulchella. Castilleja kerryana отличается от последних двух цветом и формой стебля и венчика цветка.

## Таксономия
Автор, описавший новый вид в 2013 году, Дж. Марк Эггер, дал видовое название kerryana по имени свой дочери Керри Элены Эггер (Kerry Elena Egger).

## Описание
Castilleja kerryana — многолетнее травянистое растение, растущее из деревянистого стеблекорня, с желтоватой корневой системы. У растения может быть несколько цветоносных стеблей, а также несколько более коротких вегетативных стеблей. Стебли могут быть лежачими у основания или расти вертикально. Они зеленоватые, красноватые или пурпурные, волосистые по текстуре и до 18 см в длину. Листья линейные или копьевидные, часто рассечены на доли, зелёного или пурпурного цвета до 7 см в длину.
Соцветие представляет собой плотный колос длиной до 7 см и распростертый до 8 см в ширину. Чашелистик и прицветники цветков окрашены в «красный, алый, малиновый, красно-оранжевый, коралловый, лососевый, лососево-розовый, красно-пурпурный и фиолетово-пурпурный, до очень редко желтоватого цвета». Лопастные, заострённые прицветники до 3 см. Чашелистики ярко пигментированы. Венчик цветка длиной до 5 см, трубчатый, клювовидный и мешковидный. Плод — коробочка длиной около 1 см.

## Ареал и местообитание
Это растение известно только из Scapegoat Wilderness, в хребте Flathead Скалистых гор на севере Монтаны. Растёт на мелкокаменистых почвах в криволесье и на осыпях, а также на влажных и сухих, щебнистых склонах и хребтах. Встречается на высоте от 2500 до 2750 м над уровнем моря. Его местообитание находится под угрозой из-за изменения климата, выпаса скота, туризма и инвазивных видов.

## Экология
Castilleja kerryana часто растёт рядом с дриадой восьмилепестной, и есть предположение, что она является полупаразитом на ней, поскольку многие кастиллеи питаются корнями других видов.